# ماجد الفتياني
ماجد عبد المجيد رشيد الفتياني (وُلد في 2 يوليو 1955 في مخيم عقبة جبر) سياسي، ومهندس مدني فلسطيني. كان نائبًا لمحافظ محافظة أريحا بين عامي 2005 و2010، ومحافظًا لها بين عامي 2010 و2018.
في 4 ديسمبر 2016 فازَ الفتياني بانتخابات المجلس الثوري الفلسطيني والتي عُقدت أثناء المؤتمر السابع لحركة فتح وصار عضوًا فيه.